# ليتلينغتون (كامبريدجشير)
ليتلينغتون (بالإنجليزية: Litlington, Cambridgeshire)‏ هي قرية و أبرشية مدنية تقع في المملكة المتحدة في إنجلترا. يقدر عدد سكانها بـ 813 نسمة .